# Hypsiboas nympha
Hypsiboas nympha är en groddjursart som beskrevs av Faivovich, Moravec, Cisneros-Heredia och Köhler 2006. Hypsiboas nympha ingår i släktet Hypsiboas och familjen lövgrodor. IUCN kategoriserar arten globalt som livskraftig. Inga underarter finns listade i Catalogue of Life.